# Cesare Rossi
Cesare Rossi, italijanski veslač, * 10. november 1904, † 11. november 1952.
Rossi je za Italijo nastopil na Poletnih olimpijskih igrah 1928 v Amsterdamu, kjer je kot član četverca brez krmarja osvojil bronasto medaljo.